# Warquignies
 (juin 2021).
Si vous disposez d'ouvrages ou d'articles de référence ou si vous connaissez des sites web de qualité traitant du thème abordé ici, merci de compléter l'article en donnant les références utiles à sa vérifiabilité et en les liant à la section « Notes et références ».
Warquignies est une section de la commune belge de Colfontaine, située en Région wallonne dans la province de Hainaut.
C'était une commune à part entière avant la fusion des communes de 1977.

## Toponymie
On ne trouve mention de Warquignies qu’à partir du XIIIe siècle, sous les formes Warkignies, Warquegnies. C’était une dépendance en partie de Wasmes et en partie d’Hornu. Le village formant une petite enclave entre ces communes et Dour, était plus étendu au Moyen Âge, car il comprenait alors, Résignies alias Ersegnies, aujourd’hui hameau de Wasmes beaucoup plus ancien. On le trouve cité Reseneioe en 1110, Resegnioe en 1149, Resignies en 1185. 
Warquignies est une formation toponymique du bas empire ou de l'époque mérovingienne en -IACAS ou sa forme allongée -INIACAS, suffixe gallo-roman à l'accusatif pluriel que l'on rencontre avec cette désinence uniquement en Belgique et dans le nord de la France, il a régulièrement abouti à la terminaison -ies ou -ignies (voire -egnies),. Ce suffixe est issu du gaulois -(i)acon, latinisé en -(i)acum (-iniacum sous sa forme allongée), suffixe marquant soit un emplacement, soit une propriété. Le premier élément des toponymes en -ies est généralement un anthroponyme germanique, à savoir dans ce cas Wariko que l'on retrouve dans Warchin (Hainaut). Le toponyme Ersegnies est composé de la même manière, mais le premier élément Ers- représente un nom de personne obscur.

## Évolution démographique
- Sources : INS, Rem. : 1831 jusqu'en 1970 = recensements, 1976 = nombre d'habitants au 31 décembre.[4]

## Histoire
La première mention du village date de l'année 1187.
Au XIIIe siècle
En 1262, le village fut donné à l’abbaye de Saint-Ghislain par le pape Urbain IV.
Au XVe siècle
En 1410, la seigneurie, qui appartenait à Pierrard Rogier, bourgeois de Mons.
À partir de 1470, les charbonnages sont cités.
Au XVIe siècle
Les charbonnages du Grand et du Petit-Tas sont mentionnés.
En 1501, la seigneurie, qui appartenant à Pierrard Rogier, devint la propriété de la famille de Lusy, par suite du mariage de Catherine Rogier, dame de Warquignies, avec Antoine de Lusy.
Au XVIIIe siècle
Au XVIIIe siècle, Warquignies se divisait en trois parties :
- Résignies : appartenant à l’abbaye de Saint-Ghislain qui l’avait acquise en 1149 du chapitre de Sainte-Waudru ;

- Warquignies : ou le clos du village, de 37 bonniers, qui avait des seigneurs particuliers ;

- Les champs et les pâturages communs aux deux précédents.

Vers 1765, les charbonnages du Grand et du Petit-Tas furent exhaurés, par une machine à vapeur, système Newcomen, que le seigneur du village fit élever à ses frais.
En 1976, Warquignies fusionna avec Wasmes et Pâturages pour constituer la nouvelle entité de Colfontaine.

## Patrimoine et culture

### Culture

#### Folklore
(juin 2021).
Si vous disposez d'ouvrages ou d'articles de référence ou si vous connaissez des sites web de qualité traitant du thème abordé ici, merci de compléter l'article en donnant les références utiles à sa vérifiabilité et en les liant à la section « Notes et références ».
A lieu chaque 3e week-end de septembre depuis 1976 le Sabbat des Sorcières de Warquignies qui débute dès le jeudi soir par des animations pour les jeunes enfants suivis le lendemain d’un jeu de nuit consistant à déambuler dans tout le village suivant un itinéraire donné sous forme de questionnaire et permettant de rassembler assez d’indices pour permettre l’arrestation de la sorcière Marie-Rose le samedi après-midi. Celle-ci, dès son arrestation, est promenée, aux yeux de tous dans le village et rues avoisinantes lors du cortège de chars garnis, de géants et des divers personnages costumés dont certains font partie de la cour de jugement, pièce tragi-comique en patois borain qui a lieu à la fin du cortège et qui permet de juger puis condamner l’ingrate au bûcher avant le feu d’artifice final.

## Galerie

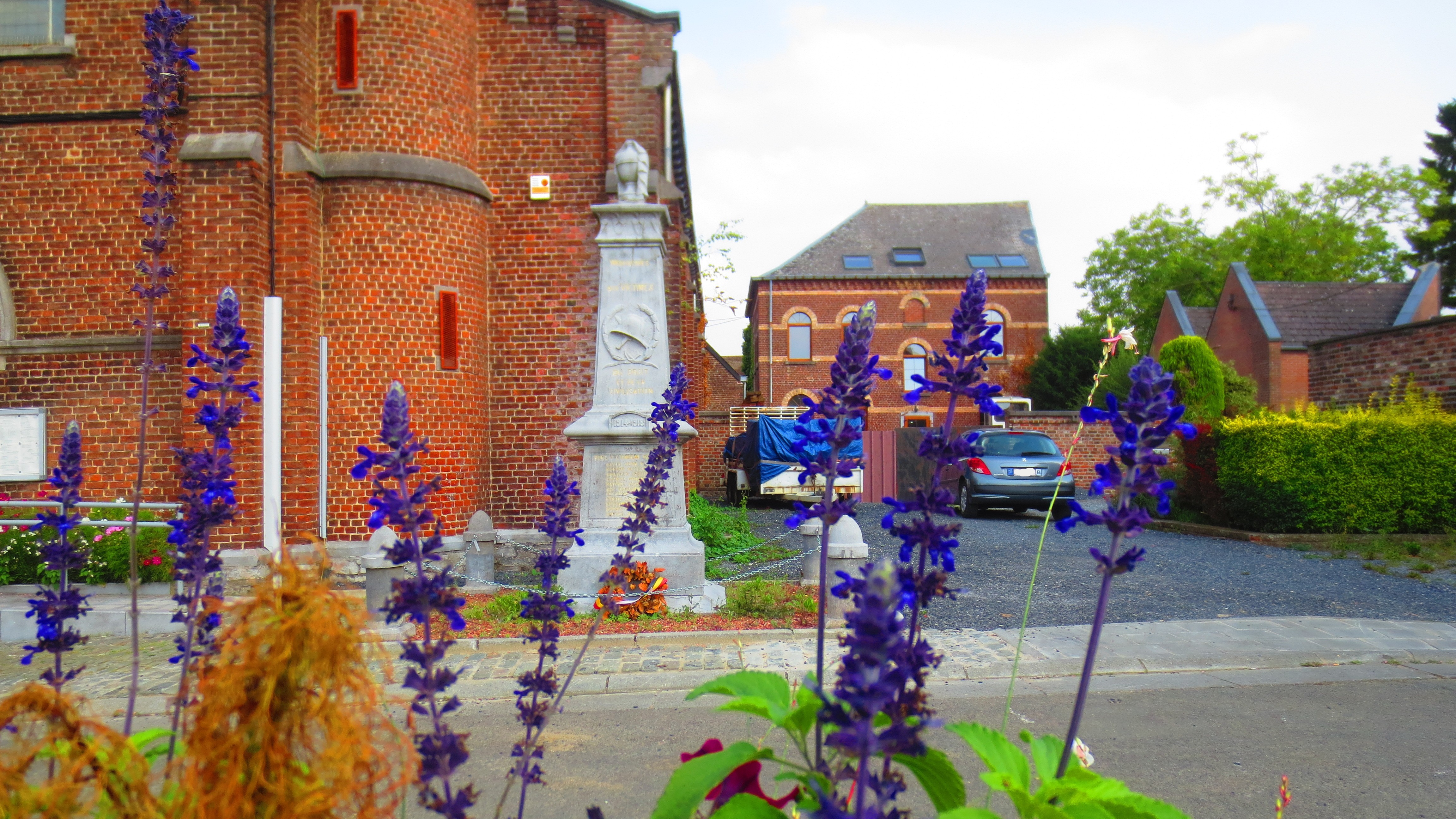
Le monument aux morts.
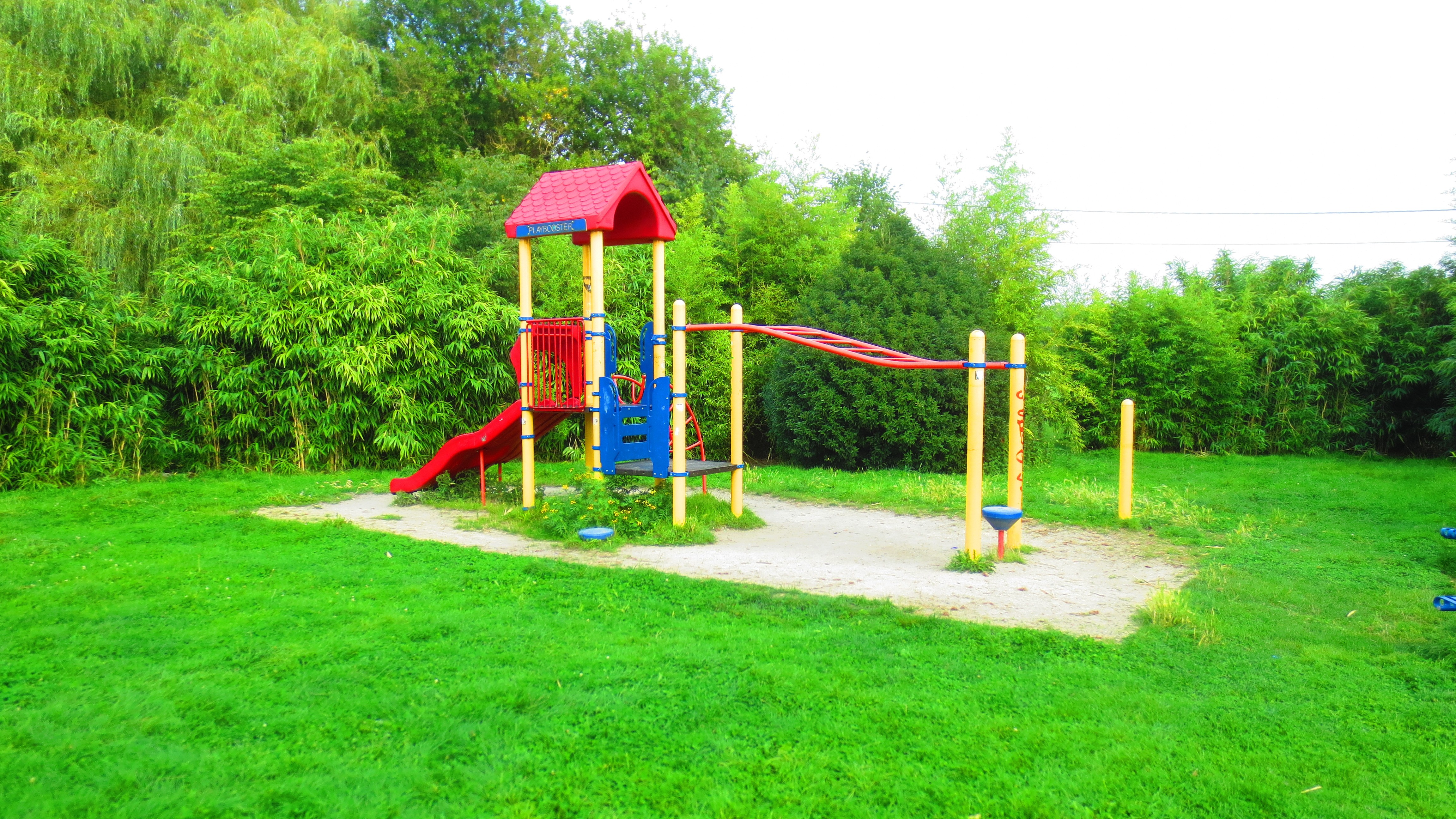
La plaine de jeux.
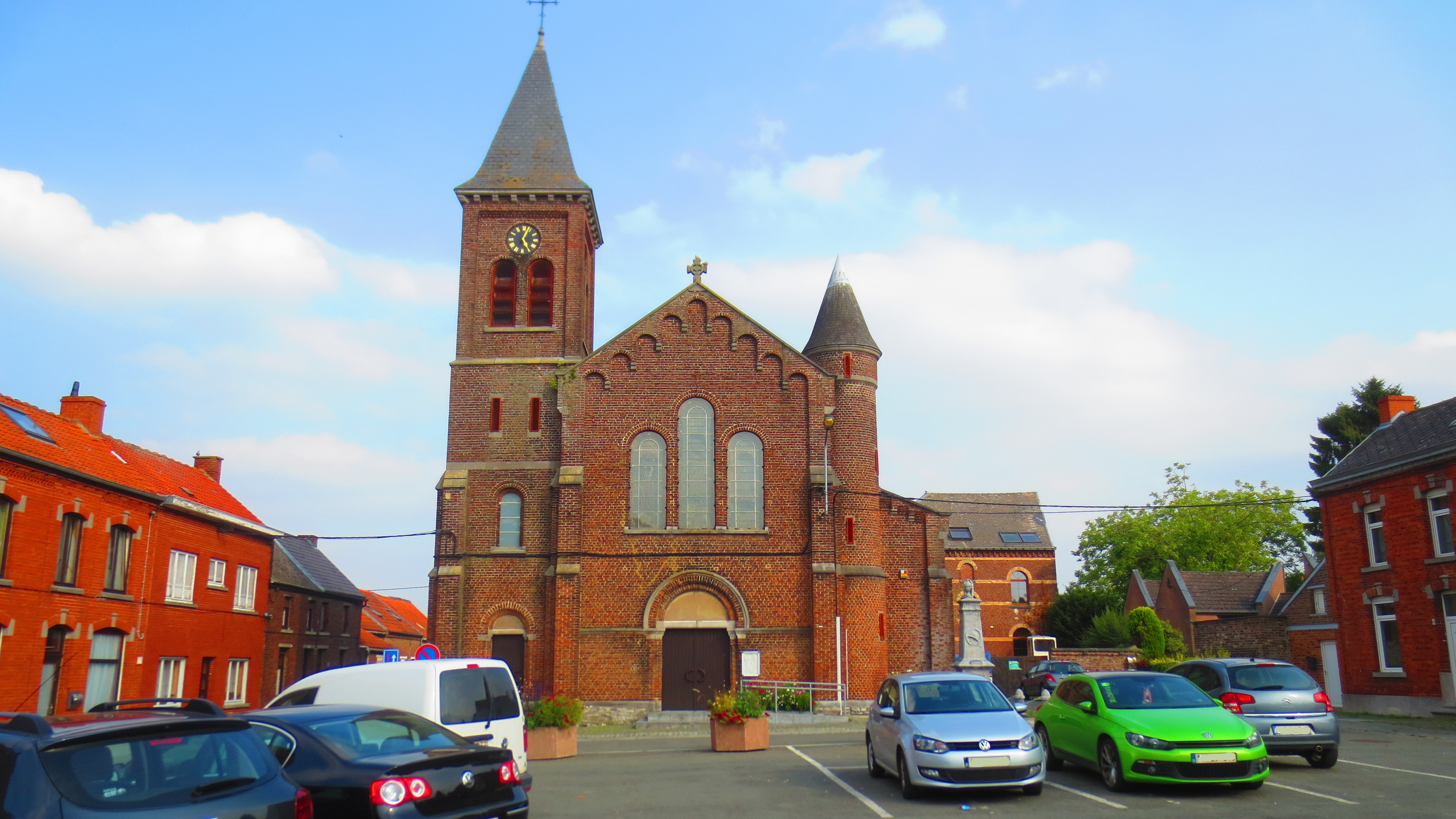
L'église.